# 匈卡梅斑
匈卡梅斑（英語：Hun-Came Macula）是冥王星暗黑色指節套環系列中的一節。它的名稱源自Jun Kameh（[ˈχun kʰəˈmeh]），是瑪雅基切語的議會之書提到的七位死神之一。

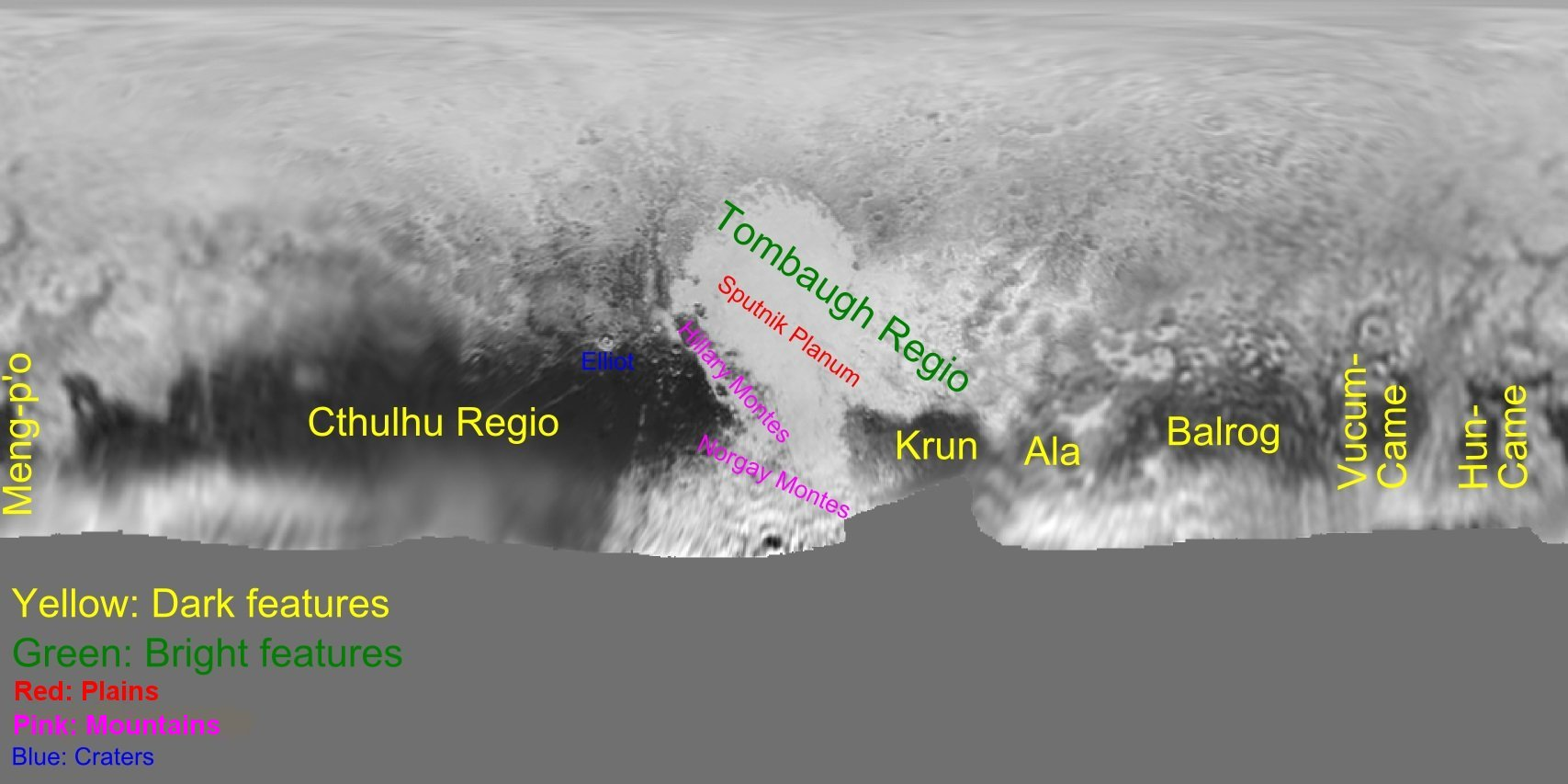
克蘇魯區和"指節套環"。巫庫波卡梅斑是在右邊遠處的一個小暗區，就在巫庫波卡梅斑的東邊。

## 註解
1. ↑  英語發音接近/ˈhʊn kəˈmeɪ/